# Наггали

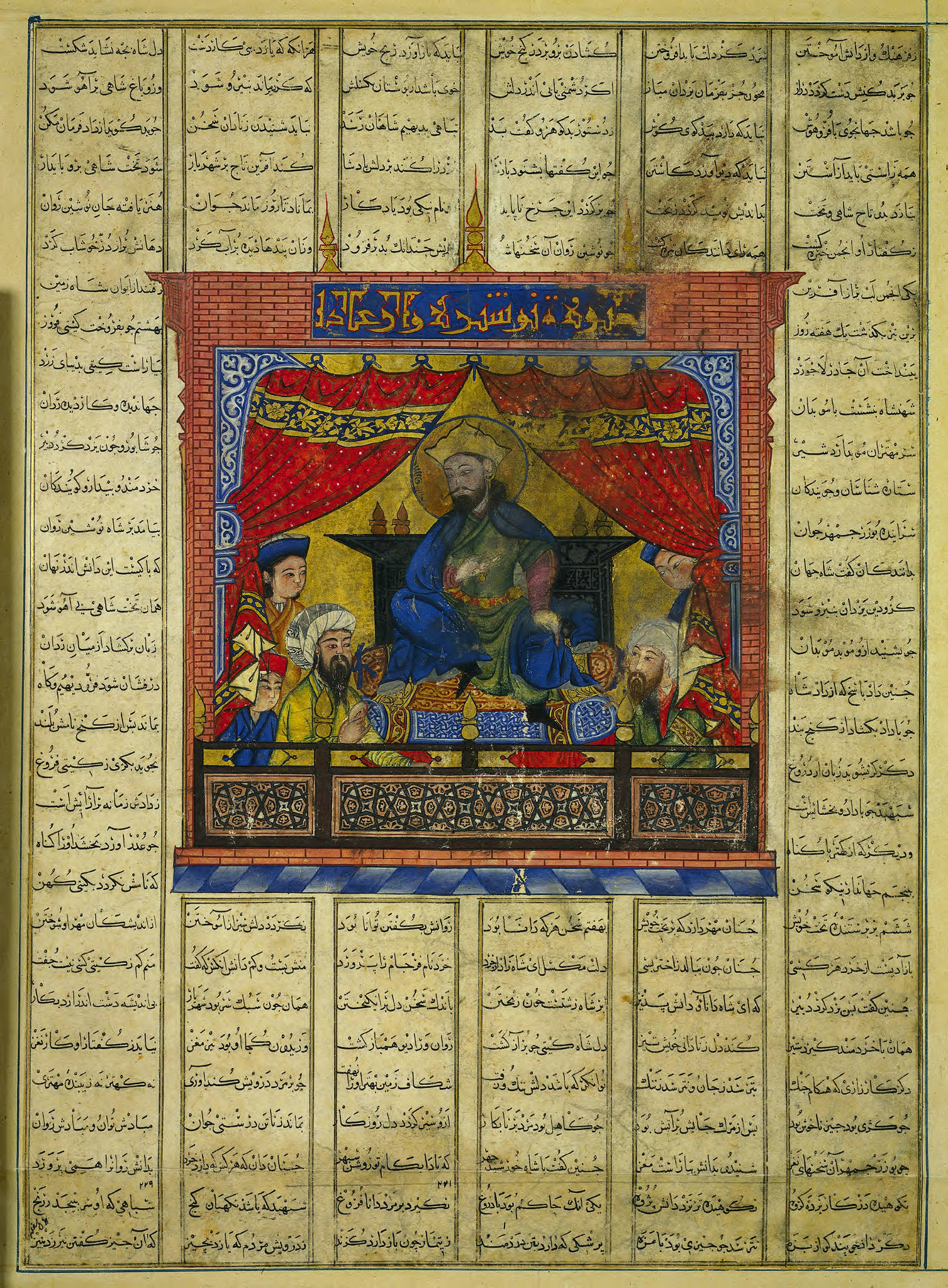

Наггали́ (перс. نقالى ايرانى‎), или сказание иранского эпоса – это древнейший вид устного народного творчества в Иране, связанный с пересказом эпических произведений, который традиционно является важным элементом иранской культуры. Нагга́ль – профессиональный сказитель эпоса, сказочник, который излагает традиционные сюжеты иранского эпоса. Центральной темой большинства подобных повествований являются события, связанные с жизнью иранских шахов, а также подвигами сказочных героев и богатырей.

## Профессия сказочника
Сказочник декламирует нараспев стихотворные или прозаические произведения, часто под ритмы музыкальных инструментов, сопровождая свое повествование особыми движениями. Кроме того, наггали также могут использовать изображения эпических героев и различные надписи, выстраивая свой рассказ вокруг их описания. Сказители должны обладать отменной памятью, чтобы запоминать объемные тексты, иметь развитые навыки ораторского искусства. Владение искусством литературной импровизации также является неотъемлемой частью данной профессии. Наггали обычно имеют простые наряды, а если повествование ведется об эпическом сражении с описанием батальных сцен, их можно увидеть облаченными в наряд, имитирующий военные доспехи.
Сказители эпоса в Иране считаются людьми, которые играют важную роль в сохранении богатой традиции устного народного творчества, включающего в себя различные жанры фольклора. В старину сказители выступали в традиционных иранских кофейнях (перс. قهوه‌خانه [qahvexāne]), караван-сараях, а также вблизи исторических и культурных объектов. В настоящее же время кофейни утратили былую популярность, появилось множество новых мест для проведения развлекательных и культурных программ, а караван-сараи и вовсе перестали существовать. Как следствие, любителей сказительства как одного из видов драматического искусства Ирана постепенно становится все меньше.

## Наггали в Списке объектов всемирного наследия ЮНЕСКО
22 ноября 2011 г. по итогам 6-й сессии Межправительственного комитета по охране нематериального культурного наследия ЮНЕСКО иранское сказание эпоса было внесено в Список объектов всемирного наследия ЮНЕСКО. Этот культурный объект был номинирован такими учреждениями, как Организация по культурному наследию, народным промыслам и туризму Ирана, Фонд Фердоуси, иранский Дом театра, а также Центр изобразительных искусств Ирана.